# Buzz Osborne
Buzz Osborne właściwie Roger Osborne (ur. 25 marca 1964 w Montesano) – amerykański gitarzysta, wokalista, autor piosenek, jeden z członków założycieli Melvins oraz Fantômas i Venomous Concept. W 1986 był także basistą w pierwszym zespole Kurta Cobaina, Fecal Matter.

## Filmografia
| Tytuł                                        | Rok  | Rola                     | Uwagi                                      |
| -------------------------------------------- | ---- | ------------------------ | ------------------------------------------ |
| Hype!                                        | 1996 | jako on sam              | film dokumentalny, reżyseria: Doug Pray    |
| Fix                                          | 2011 | jako on sam              | film dokumentalny, reżyseria: Doug Freel   |
| The Damned: Don't You Wish That We Were Dead | 2011 | jako on sam              | film dokumentalny, reżyseria: Wes Orshoski |
| Cobain: Montage of Heck                      | 2015 | jako on sam (mat. arch.) | film dokumentalny, reżyseria: Brett Morgen |